# Windy Gap
Das Windy Gap (englisch für Windige Bresche) ist ein 975 m hoher Gebirgspass auf der Trinity-Halbinsel im Norden des Grahamlands auf der Antarktischen Halbinsel. Er liegt am nordöstlichen Ende des Louis-Philippe-Plateaus und ist der Verbindungspunkt dreier Täler. Das Broad Valley führt ostwärts zur Duse Bay, ein weiteres Tal nordwärts zur Lafond Bay und das dritte südwärts zum Prinz-Gustav-Kanal.
Der Falkland Islands Dependencies Survey entdeckte den Pass im April 1946 und benannte ihn nach den dort angetroffenen Wetterverhältnissen.